# Mistrzostwa Europy Juniorów w Piłce Siatkowej 2014
Mistrzostwa Europy Juniorów w Piłce Siatkowej 2014 zostały rozegrane na Słowacji i w Czechach w dniach od 29 sierpnia do 6 września 2014 roku. Drużyny rywalizowały w Nitrze i Brnie. Wzięło w nich udział 12 drużyn podzielonych na dwie grupy.

## Eliminacje i uczestnicy
Bezpośredni awans na Mistrzostwa Europy Juniorów 2014 uzyskały Słowacja i Czechy(gospodarze turnieju).
Pozostałych uczestników wyłonił turniej kwalifikacyjny.
- Rosja
- Polska
- Rumunia
- Słowenia
- Francja
- Bułgaria
- Turcja
- Serbia
- Belgia
- Włochy

## Faza grupowa

### Grupa A

#### Tabela
| Lp. | Drużyna  | Pkt | Mecze | Mecze | Mecze | Sety | Sety | Sety  | Małe punkty | Małe punkty | Małe punkty |
| Lp. | Drużyna  | Pkt | M     | W     | P     | wyg. | prz. | ratio | zdob.       | str.        | ratio       |
| --- | -------- | --- | ----- | ----- | ----- | ---- | ---- | ----- | ----------- | ----------- | ----------- |
| 1   | Rosja    | 13  | 5     | 4 (0) | 1 (1) | 14   | 3    | 4.667 | 405         | 305         | 1.328       |
| 2   | Francja  | 11  | 5     | 4 (1) | 1 (0) | 12   | 5    | 2.400 | 364         | 315         | 1.156       |
| 3   | Włochy   | 11  | 5     | 4 (2) | 1 (1) | 14   | 7    | 2.000 | 469         | 414         | 1.133       |
| 4   | Serbia   | 5   | 5     | 2 (1) | 3 (0) | 6    | 12   | 0.500 | 369         | 423         | 0.872       |
| 5   | Bułgaria | 4   | 5     | 1 (0) | 4 (1) | 6    | 12   | 0.500 | 370         | 415         | 0.892       |
| 6   | Słowacja | 1   | 5     | 0 (0) | 5 (1) | 2    | 15   | 0.133 | 297         | 402         | 0.739       |

     awans do półfinału

### Grupa B

#### Tabela
| Lp. | Drużyna  | Pkt | Mecze | Mecze | Mecze | Sety | Sety | Sety  | Małe punkty | Małe punkty | Małe punkty |
| Lp. | Drużyna  | Pkt | M     | W     | P     | wyg. | prz. | ratio | zdob.       | str.        | ratio       |
| --- | -------- | --- | ----- | ----- | ----- | ---- | ---- | ----- | ----------- | ----------- | ----------- |
| 1   | Polska   | 14  | 5     | 5 (1) | 0 (0) | 15   | 3    | 5.000 | 448         | 348         | 1.287       |
| 2   | Słowenia | 8   | 5     | 3 (1) | 2 (0) | 10   | 9    | 1.111 | 417         | 422         | 0.988       |
| 3   | Czechy   | 8   | 5     | 2 (0) | 3 (2) | 10   | 9    | 1.111 | 428         | 413         | 1.036       |
| 4   | Turcja   | 8   | 5     | 2 (1) | 3 (3) | 12   | 11   | 1.091 | 483         | 505         | 0.956       |
| 5   | Rumunia  | 5   | 5     | 2 (1) | 3 (0) | 7    | 12   | 0.583 | 410         | 426         | 0.962       |
| 6   | Belgia   | 2   | 5     | 1 (1) | 4 (0) | 4    | 14   | 0.286 | 367         | 429         | 0.855       |

     awans do półfinału